# Manuel Couceiro Prado
Manuel Couceiro Prado, nació en La Habana, Cuba, el 29 de julio de 1923,La Habana, Cuba. Hijo de inmigrantes de Barbadanes y Coles en Ourense (Galicia, España), fue el primogénito entre cinco hermanos. Conocido como Manolito, desde niño tuvo que ayudar en la tintorería de sus padres, sostén familiar. Autodidacto, en 1933 dibujaba con acierto e incorporaba el color, y en 1936 y 1937 ensayaba sus primeros óleos. Alumno de Guillermo Menezill (artífice de las artes plásticas) asistía a las clases de Leopoldo Romañach en San Alejandro, a quien reconocería junto a algunos libros (lector constante), muchos de sus conocimientos técnicos, aunque nunca se dejó constar como alumno por su antiacademicismo y su rebeldía de siempre; emprendedor, estudiaba los aportes africanos a la cultura cubana según Fernando Ortiz, las vanguardias artísticas cubanas y el más avanzado arte internacional, tanto figurativo como abstracto, entre otros temas y especialidades, muchos inconclusos, todo lo cual explica las frecuentes tertulias que sostuvo en su casa con varios de los más relevantes intelectuales cubanos, incluido José Lezama Lima, de quien patentizó su frase ulterior “cuando hay demasiadas influencias, es que no hay influencia”.
Entre 1947 y 1948 inicia a colaborar con la Federación Estudiantil Universitaria (FEU) en su Departamento de Arte, donde organiza exposiciones colectivas con las que recorre el resto del país, y crea los Festivales de Arte Universitarios con los mejores representantes de todas las artes y sus conferencias sobre cultura cubana, en especial las raíces africanas, en lo que ya era reconocido perito, y se revela como promotor. Sus compromisos artísticos y políticos en Cuba le hicieron aplazar hasta nunca las invitaciones entre 1948 y 1949 a exponer en la Universidad de Howard en Washington, Estados Unidos de América.
Estuvo entre los principales fundadores de la Sociedad Cultural Nuestro Tiempo (1951-1960; heterogénea, incluía lo más progresista de aquella intelectualidad cubana) desde sus gérmenes universitarios de dicha Sociedad; y del Movimiento “26 de Julio” (M-26-7) contra el gobierno de Batista. Al ser clausurada la Universidad, funda y dirige por la FEU la Galería Habana en dos salones interiores del cine Arte y Cinema (La Rampa, en 23 y O) que continúa luchando contra Batista: perseguido clandestino, fue una burla su foto en prensa, incluso con el líder estudiantil revolucionario José Antonio Echeverría, y en la exposición de una pintora estadounidense simpatizante allí invitada con el periódico El Mundo, mientras expone por esta Galería en el Museo Ignacio Agramonte del 25 al 31 de mayo de 1957 (exposición medular, invitado a Camagüey),criticaba arte por dos años o más y en una sección dominical en el periódico Excelsior entre 1956 y 1957, y 15 minutos dos veces diarias en Unión Radio. Esta galería fue vetada tras exponer su obra más reciente (un gran cuadro para la Antibienal) durante la represión por el alzamiento preparado para el 5 de septiembre de 1957, cuando fue apresado y cesa además al frente del semanario clandestino Vanguardia Obrera, órgano de la Sección Obrera del M-26-7 que dirigía y que tuvo seis ediciones, mecanografiado por su compañera Marta Rodríguez Díaz.
Torturado en el Castillo del Príncipe (perdió las uñas y para siempre, un oído) fue liberado por presiones del arte desde el exilio, al que fue enviado por el M-26-7 a organizarlo, para lo que tiene que recorrer diversos estados y en lo cual, pintar era una cobertura para continuar luchando por la libertad en Cuba. Así logró 13 o 15 obras de tamaño medio y pequeño, dos exposiciones personales y una colectiva con la Universidad de Miami y en Miami Beach (todas con obras inéditas) y una tercera personal que recorrió el occidente cubano; tanta actividad no le permitió aceptar la invitación a exponer en la galería de André Breton (París), no obstante Fayad Jamís llevó sus diapositivas. Pablo Díaz recuerda el temor al develar aquella pintura solicitada en Miami: Fidel Castro en la Sierra Maestra. Entre sus Temas que en Miami dejó, se destaca el mural El Cabildo para el restaurante Liborio. Los rigores políticos no le habían mermado la música, lirismo y pasiones de su obra.
El triunfo de 1959 no finalizó la lucha, que fue más compleja, ahora contra los escaladores, arribistas, pancistas y oportunistas que la traicionan, peor aún a nombre de la propia Revolución dañándola más, enmascarados con hipócrita demagogia contra sus víctimas que Couceiro defendía desde sus nuevas trincheras; en venganza, y a pesar de haberlos ayudado también a ellos en alguna causa justa (por ejemplo, luchó por el ingreso en la Uneac de relevantes críticos de arte que entonces no eran admitidos por no ser considerados como artistas), tratarían de ignorarlo sin exponerlo, silenciándolo, a pesar de contar con varios cuadros de interés por ejemplo, en el patrimonio de los fondos del Museo Nacional; tensiones que le harían dormir mal y junto a sus luchas por la justicia social en tan difícil contexto, el cigarro y el café continuos, sus malos hábitos alimentarios y el deceso de su madre hacia 1981, le conducirían a los infartos finales.
Si antes era un pintor único en la clandestinidad, ahora lo era dirigente sindical de nuevo tipo, trabajando directamente con los obreros; impartía conferencias a los trabajadores de la Necrópolis Cristóbal Colón y de los Astilleros Chullima para que al valorar su propio patrimonio, protagonizaran su preservación, y era profesor de artes plásticas para las Fuerzas Armadas Revolucionarias (FAR) en el hoy municipio Playa, de donde emergerían nombres relevantes como, en la intelectualidad cubana actual, el etnólogo pintor Jesús Guanche. Tuvo cargos políticos y económicos en el Ministerio del Trabajo, la Bolsa de Confecciones y administrador de la Fábrica de Medias Casino, fundador y dirigente en el Consejo Nacional de Cultura (CNC) y la Unión de Escritores y Artistas de Cuba (Uneac; 1960), de cuya Sección de Artes Plásticas era Organizador al morir y se destacó como promotor (incluso por radio y televisión, con él y sobre él) y defensor de los nuevos valores con una visión amplia y enriquecedora.
Absorbido por las luchas políticas y sin el menor ánimo de protagonismo ni de abusar de su trayectoria revolucionaria ni de sus puestos (a diferencia de otros, que han abusado incluso de trayectorias inventadas o exageradas), en este nuevo período pintó más de 40 obras sin buscar exponer: prefería regalar cuadros a sus afectos, que venderlos, casi despreciando el mercado del arte, que nunca le interesó, para vivir de su modesto sueldo. La manifestación artística que más desarrolló fue la pintura que cuando firmó, era Couceiro. 
De inmediato y sin ninguna dificultad, el escultor y grabador Rafael Queneditt lo captó para el Grupo Antillano que acababa de fundar (julio de 1978), al que además, Couceiro vinculó a Lam y que apoyó por la Uneac para que lograran sede en la otrora casa de Fernando Ortiz, entonces en vano, pero aquel Grupo sentó bases para la Fundación Fernando Ortiz en La Habana, y para la Casa del Caribe en Santiago de Cuba. Tras el ingreso en el hospital Calixto García (finalmente en el de Boyeros) había quedado con solo un brazo útil, con el que siguió pintando una pieza que el Grupo Antillano mostraría en Santiago de Cuba en abril de 1982.
La familia cedió otras dos obras a solicitud del Museo Nacional de Bellas Artes, que ya atesoraba una colección suya, además de otras colecciones particulares e institucionales en Cuba y en Estados Unidos (básicamente Miami y Nueva York), Checoslovaquia y España. Murió el 7 de noviembre de 1981 en La Habana, Cuba. Un cintillo en el diario Granma el miércoles 11: “Couceiro, un pintor caribeño nuestro, ha fallecido”, por Manuel López Oliva, pretende resumir tanta vida y obra.
Pintor polémico y franco, su honestidad, valentía y transparente sencillez le granjeó miserias humanoides con la consecuente falta de promoción, ignorancias y miopías que, a pesar de estar incluidas en el patrimonio cubano que dificultan su salida del país, sus obras han dormido en los almacenes del Museo Nacional de Bellas Artes sin exponerse casi nunca… sin embargo es imborrable para cualquier experto en arte cubano, y ha sido incluido entre los infaltables en antologías como la de Veigas y col., 2002.
A pesar de toda su obra promotora, es el Grupo Antillano y sus afectos, quienes más se han ocupado de su justa promoción tras su deceso. Solo últimamente, algunos expertos muy puntuales lo re-descubren y comienzan a revitalizarlo para el patrimonio nacional, y como es notable, de interés además a otros países.

## Exposiciones personales
Su primera exposición personal fue Exposición Couceiro entre el 21 y el 29 de mayo de 1946 en el Lyceum del Vedado (hoy Casa de Cultura Municipal Plaza de la Revolución, en Calzada y 8), la que aceptó por su amistad con el Dr. Juan Chabás, con organización y palabras inaugurales de José Manuel Valdés Rodríguez, y 18 obras: cinco Temas, cuatro Estudios de Cabeza, cuatro Retratos, tres Desnudos y dos Bocetos; sus dos líneas se resumían en un retratismo de sus allegados, que incluiría los líderes revolucionarios que admiraría, y que demostraba que su antiacademicismo no es arbitrario y es capaz de reflejar los mejores valores de la academia; y la que llamó Temas, en que los bocetos alcanzan rango artístico (según Chabás y Valdés) y elabora su gran sentido plástico, el color “extraño y diferente”, sus formas “llenas de premura” que brotan de las entrañas humanas, vitales y elementales; anuncia sus “arrebatadoras escenas primigenias y cómicas, envueltas en una atmósfera de óptima virilidad” que lo singularizaría, y su esoterismo natural lleno de símbolos mágicos confunde la frontera de los sueños hasta inventar una nueva geometría”. 
Del 12 al 19 de febrero de 1951, a solicitud del Dr. Raúl Roa, realiza otra exposición personal en la caseta de la Dirección de Cultura de la FEU en el Parque Central, que dirigía personalmente e incluía teatro. Fue la última de las apenas cinco exposiciones en esta caseta revolucionaria. 
El 20 de abril de 1953, a las 9.30 p. m., inaugura en la Biblioteca Nacional José Martí otra exposición personal, presentada por el colectivo de profesores de pintura y modelado de Santa Clara, Las Villas, con palabras de Joaquín Texidor, quien analiza detenidamente, por primera vez, su obra: más madura, color más independiente y protagonista, aun preocupado por la composición y el ritmo del dibujo, que cierra brillantemente el lienzo; más depurados su esoterismo y su mensaje contra la moral de la hipocresía, su enemiga irreconciliable, mientras el buen gusto lo salva de la vulgaridad; eficiencia creativa, destreza para organizar las formas, preciso manejo de matices sutiles y personales, vehemente cubanía, el trópico en sus colores vivos y llenos de matices, líneas sinuosas y formas sensuales hasta agotar el esoterismo delicado y pujante, contenido y febril, imaginación “dionisíaca y feroz” desbordante de fantasías y sueños, sensibilidad o sensitividad como clave esencial de su pintura… “Uno de los más singulares y creativos pintores cubanos” de entonces, sin antecedentes. 
Contra influencias “surrealizantes” pues en lo onírico o fantástico “no recurre a lo literario y mitológico”, Texidor deduce un expresionismo muy personal. En sus desnudos femeninos (no retratistas) los órganos generatrices buscan descubrirse a sí mismos sin pudor moralista, hacia nuestras raíces más ancestrales. Si no un tema, el sexo es elemento básico de un juego con valor ritual, culto que rechaza pero que lo domina desde su subconsciente y traiciona a los prejuicios seculares; el valor semántico de su obra se potencia a sí mismo, y adquiere un lenguaje propio de identidad. Al margen de la polémica, la invocación del rito sexual reafirma y transforma la realidad en su obra, como en su vida, mediante sus mitos y leyendas que explican sus misterios en un universo desde el y al que se proyecta: supo heredar, y crear. Su singular universo pictórico que creaba, lo sintetizó Texidor en el catálogo: “…en éste mundo que recuerda el primer día de la Creación…”
Otro catálogo del Museo Nacional de Bellas Artes (28 de enero de 1954) incluye sus óleos de 1953 titulados Temas: erótica redondez de glúteos y senos, dedos de signos inequívocos, animales humanizados y fuertemente sexuados, personas delicadamente bestializadas en su estilización lírica: flautistas, bailarines y otros, en una adecuada economía de trazos simples y elocuentes colores. 
Ya en la Revolución, a solicitud del Consejo Nacional de Cultura inauguró una muestra personal titulada Óleos de Manuel Couceiro, a las 6 p. m. del 24 de agosto de 1965 en la Galería Habana (ya entonces en Línea y F, Vedado) con palabras de Raúl Roa Kourí; participa con Óleo 1 y Óleo 2 en el Salón 70, y de noviembre de 1974 a 1975, Temas y Ensayos. Couceiro, en la Galería La Rampa, vestíbulo del Hotel Habana Libre, con la apertura del Dr. José Antonio Portuondo y palabras de Pedro de Oráa. Ya tenía murales en fábricas y empresas, sobre todo retratos de Camilo, Che y otras grandes figuras de la Revolución, entre los que destaca su Lázaro Peña en La Corona, a la entrada del Túnel de La Habana.  
Mucho más esporádicas tras su deceso, pero se le dedicaron alguna que otra exposición personal casi siempre por la Semana de la Cultura del municipio Plaza de la Revolución en marzo durante su homenaje a la Sociedad Cultural Nuestro Tiempo, por ejemplo en la Biblioteca Nacional José Martí, y en marzo de 2013 en la galería del cine Rampa donde había tenido su trascendente galería en 1955-1957 en encuentro monográfico con su hijo y Doctor en Ciencias sobre Arte.

## Exposiciones Colectivas
Entre 1940 y 1941 participa en el Círculo de Bellas Artes en su primera exposición colectiva con profesionales (incluidos profesores de San Alejandro) y continúa en otras como el Salón Nacional de 1944, disintiendo del ambiente social implícito. Entre otras exposiciones colectivas en que participó se encuentran en 1952 "Salón de Xilografías Cubanas". Galería La Rampa, La Habana. 
Con la Sociedad Lyceum y la Galería Habana, rinde homenaje al crítico de arte Guy Pérez Cisneros, a su fallecimiento en 1953, y se integra en la exposición colectiva que el Lyceum convocó contra la Bienal propuesta del gubernamental Instituto de Cultura para homenajear a Martí en su Centenario (1953) pero auspiciada por el franquismo español, que logró aplazar, y aun insatisfecho, llevó dicha exposición por otras regiones cubanas y a la misma Universidad. Cuando hacia 1955 y 1956 el Instituto de Cultura decide dicha Bienal en el Museo de Bellas Artes, organiza al frente, en un salón al fondo del Hotel Sevilla, la conocida como Anti-Bienal o “la exposición de la acera del frente” (por haberse hecho en la acera del frente a la Bienal, retándola, historias sobre las que aún falta mucho por develar), donde expuso su última obra de entonces; exposición que también llevó al resto del país y a la Universidad. 
De uno de los Festivales de Arte Universitario, queda el análisis del arte contemporáneo por Stuart Davis, traducido por María Álvarez Ríos (julio de 1955); organizó y expuso en otros dos contra el Instituto de Cultura del gobierno entonces de Fulgencio Batista. Con ellos y otras exposiciones de la FEU, recorrió toda Cuba. 
Al regresar del exilio inmediato al triunfo de enero de 1959, entre marzo y abril de 1959 encabeza la lista de 19 pintores y escultores que reinauguran la Galería Habana en Arte y Cinema, La Rampa, a nombre de la Sección de Cultura del M-26-7, ahora como su Salón Oficial, por un “arte cubano” sin más injerencias que “la natural influencia propia de todo desenvolvimiento cultural (…) por tener su base en nuestra naturaleza”.
Entre otras exposiciones colectivas en que participó, se destaca en 1961 "Exposición de Pintura, Grabado y Cerámica". Primer Congreso Nacional de Escritores y Artistas Cubanos. Museo Nacional de Bellas Artes, La Habana. En 1968 Pittura Cubana Oggi. Istituto Italo Latinoamericano, Piazza Marconi, Roma, Italia. En 1978 en el Centro de Arte Internacional, la exposición inaugural del Grupo Antillano, exposición que se repetiría en breve en el vestíbulo del teatro Mella en homenaje al Conjunto Folklórico Nacional, al VI Festival Internacional de Ballet y a Danza Nacional de Cuba, que exponen en noviembre en el Museo Ignacio Agramonte de Camagüey que repetirán en la sede de Cubatur en La Rampa, en el teatro Guiñol y en la Plaza de la Catedral, y que al haberlo asumido junto a Roberto Diago como antecedente singular, con seis artistas más, está en otra exposición colectiva en homenaje a Fernando Ortiz el 13 de abril de 1979 en la Biblioteca Nacional José Martí, y ese mismo año 1979 expone con el Grupo Antillano en la Galería Amelia Peláez del Parque Lenin. En 1980 "Salón de Artes Plásticas UNEAC’80". Centro de Arte Internacional, La Habana; en enero de 1980 en la Casa de Cultura Cubana en Praga, Checoslovaquia, que pasará al Centro de Estudios de África y Medio Oriente de la Academia de Ciencias de Cuba, y ese mismo año con otra exposición colectiva, en función del ciclo de conferencias Distintos factores que han incidido en el desarrollo de nuestra nacionalidad, en la sala Villena de la Uneac, y en 1981 "Exposición Homenaje al Centenario del nacimiento de Don Fernando Ortiz" , Galería Habana, La Habana, Cuba.
La primera exposición colectiva en que es incluido tras su deceso, es a inicios de 1982 en la Galería Signos de Nueva York, Estados Unidos, donde también lo expone el Museo de Arte Moderno; del 15 al 18 de abril de 1982, en el II Festival de la Cultura de Origen Caribeño en el Salón de Exposiciones de la UNEAC en la Biblioteca Elvira Cape de Santiago de Cuba, el Grupo Antillano incluyó aquella pieza que siguió pintando en el otoño de 1981, cuando apenas le quedaba un brazo útil tras los infartos. En diciembre, el Grupo Antillano le dedica una exposición homenaje en la Galería Amelia Peláez del Parque Lenin y palabras de Enrique Silva, y ese mismo año estuvo en la exposición por el 80 aniversario de Nicolás Guillén; en 1983, en el V Aniversario del Grupo Antillano, en homenaje a Wifredo Lam por el primer aniversario de su deceso en la galería Plaza Vieja del Fondo Cubano de Bienes Culturales; y luego, cada vez más esporádico en espacios breves y compartidos (ocasionalmente, alguna exposición personal), y por gestiones de sus afectos, en el homenaje en la UNEAC a la Sociedad Cultural Nuestro Tiempo en marzo de 1986 por la Dirección Municipal de Cultura Plaza de la Revolución; en la Galería 12 y 23, en la Galería y en la Sala Teatro de la Casa de Cultura de Calzada y 8, en la Casa de África en La Habana, etc. 
Entre sus últimas exposiciones colectivas, destaca Almacenes afuera, del 20 de julio al 16 de septiembre de 2013, con la que en su centenario, el Museo Nacional de Bellas Artes en su edificio de Arte Cubano, entre cajas de embalaje como pedestales o bases de obras escultóricas, pinturas sobre “paneles de rejillas” y fichas de inventario al público, decidió desempolvar obras e incluso artistas de todos los tiempos y tendencias, que por mucho que se haya visitado el Museo en cuestión, nunca se les había mostrado hasta ahora, por primera vez en la gran mayoría de los casos. De Couceiro fue exhibido su óleo sobre tela Tema No. 11. 
También desde 2013, está incluido en la exposición homenaje al Grupo Antillano mediante la Fundación Caguayo en Santiago de Cuba, y el Centro de Desarrollo de las Artes Visuales en La Habana, que ha recorrido no solamente Cuba, sino que ha cruzado las fronteras y en el 2015 vuelve a Estados Unidos, expuesto por su curador Alejandro de la Fuente, al frente del Instituto de Investigaciones Afro-Latinoamericanas de Harvard, bajo el título Drapetomanía, con un libro monográfico de todo el grupo y entre ellos, Couceiro.